# Alphabet paléo-hébraïque

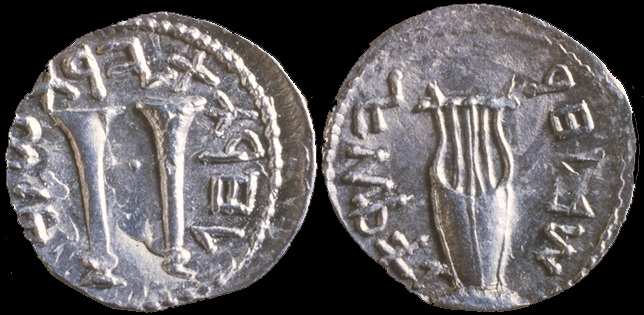
Pièces de monnaie de la révolte de Bar Kokhba portant des légendes en paléo-hébraïque

L'alphabet paléo-hébraïque (hébreu : כתב עברי ktav ivri, « écriture hébraïque » ou, en hébreu moderne, כתב עברי עתיק ktav ivri atiq, « écriture hébraïque antique »), également appelé dans le Talmud ktav da'atz (écriture du désert) ou ktav ra'atz (écriture brisée), est dérivé du protosinaïtique  utilisé pour écrire l'hébreu à partir du Xe siècle av. J.-C. L'écriture paléo-hébraïque sera utilisée jusqu'au Ier siècle de notre ère, alors définitivement supplantée par l'écriture araméenne (en hébreu : Ktav ashouri) également en usage depuis le retour d'Exil de Babylone au Ve siècle av. J.-C.

## Origine
La plus ancienne inscription connue utilisant l'alphabet paléo-hébraïque est peut-être l'ostracon de Khirbet Qeiyafa entre -1050 et -970. D'après certains spécialistes, on y retrouve les mots d'un texte en hébreu ; d'autres y voient un texte écrit en protosinaïtique.
Ensuite vient peut-être le calendrier de Gezer datant de la fin du Xe siècle av. J.-C., que certains spécialistes identifient à un texte utilisant l'alphabet paléo-hébraïque, alors que d'autres y voient, tout comme l'ostracon précité. D'ailleurs, les inscriptions sur ce calendrier affichent de fortes ressemblances avec des inscriptions phéniciennes contemporaines à Byblos.  L'abécédaire de Zayit est daté par l'épigraphie de la même période.
Des éléments en hébreu sont visibles parmi les inscriptions moabites de la stèle de Mesha. Des inscriptions en hébreu du VIIIe siècle av. J.-C. montrent plusieurs caractères spécifiques et exclusifs faisant penser à certains chercheurs modernes que l'alphabet paléo-hébraïque était largement répandu chez les scribes. Bien que très peu d'inscriptions du IXe siècle av. J.-C. aient été trouvées, la quantité de matériels épigraphiques du VIIIe siècle démontre la diffusion progressive de l'instruction chez les peuples d'Israël et de Juda.

## Développement
Les manuscrits hébreux ont évolué en développant de nombreux éléments cursifs, les éléments lapidaires en paléo-hebraïque étant progressivement mis de côté avec le temps. Ce rejet de l'écriture lapidaire peut expliquer pourquoi la coutume de l'érection de stèles par les rois portant des inscriptions votives pour leur divinité n'était pas largement diffusée en Israël. Même les inscriptions gravées du VIIe siècle av. J.-C. montrent des éléments de style cursif comme l'ombrage, qui est produit naturellement par l'utilisation d'un stylet et de l'encre. L'inscription de Siloé, de nombreuses inscriptions dans des tombes de Jérusalem et des centaines de sceaux hébreux du VIe siècle av. J.-C. sont des exemples de ces éléments cursifs dans des gravures. Le manuscrit cursif le plus développé figurent sur les 18 ostraca de Lakish, des lettres envoyées par un officier au gouverneur de Lakish peu avant la destruction de Jérusalem en 586.

## Déclin
Après la capture babylonienne de Juda en 586 av. J.-C., la plupart des élites sont envoyées en exil. Les paysans, restés à Juda, continuent d'utiliser l'alphabet paléo-hébraïque tandis que les exilés adoptent la langue diplomatique de l'époque c'est-à-dire l'araméen, à la fois comme langue vernaculaire et comme alphabet. Des anses de jarres du VIe siècle av. J.-C., sur lesquelles figurent les noms de quelques viticulteurs, sont des exemples de cette survivance du paléo-hébraïque. Cependant, avec le retour des exilés après - 521, l'araméen, dont ils sont imprégnés, s'impose peu à peu. À partir du début du Ve siècle av. J.-C., alors que l'araméen est devenu un moyen de communication officiel, l'alphabet paléo-hébraïque continue cependant d'être utilisé par des scribes érudits, pour la plupart sadducéens, pour écrire la Torah. Des fragments paléo-hébraïques ont été trouvés dans les rouleaux de la Mer Morte, notamment pour écrire le tétragramme YHVH. La grande majorité des pièces de monnaie hasmonéennes, ainsi que celles de la première guerre judéo-romaine et de la révolte de Bar Kokhba, portent des légendes en paléo-hébraïque.
Les rouleaux des Saintes Écritures utilisés dans le Temple de Jérusalem étaient écrits avec cet alphabet paléo-hébraïque et les cohanim (grands prêtres) les utiliseront ainsi jusqu'à la destruction du Temple en 70 de l'ère courante.
L'utilisation de cet alphabet disparaît totalement après 135 apr. J.-C., du moins chez les Juifs. Les Samaritains continuent aujourd'hui à en utiliser une variante, l'alphabet samaritain.
L'usage d'écrire YHVH en caractères archaïques s'est prolongé jusqu'au Ve siècle comme en témoigne Jérôme de Stridon.